# Каро, Изабель
Изабе́ль Каро́ (фр. Isabelle Caro; 12 сентября 1982, Марсель, Франция — 17 ноября 2010, там же) — французская фотомодель, актриса и писательница.

## Биография
Изабель Каро родилась 12 сентября 1982 года в Марселе (Франция).
Она страдала от тяжёлой формы нервной анорексии с 13 лет. В отличие от большинства, болезнь Изабель была вызвана проблемами в детстве. Отец Изабель постоянно находился в командировках и практически не появлялся дома. Мать, страдающая депрессиями по этому поводу, боялась, что её дочь, когда вырастет, уйдёт из дома, оставив её в одиночестве. Мать Изабель всячески пыталась прервать контакт дочери с внешним миром. Например, не пускала её на улицу, так как считала, что воздух способствует росту. Изабель росла оторванной от внешнего мира, занималась игрой на скрипке. Девочка, сильно любящая свою мать, стала ограничивать себя в еде, дабы прекратить рост и сделать свою мать навсегда счастливой.
В 2007 году итальянский фотограф Оливьеро Тоскани снял фотосессию под названием «Нет анорексии», в которой Изабель предстала обнажённой. На тот момент её вес составлял 28 килограммов. Эта рекламная кампания проводилась в целях привлечения внимания к анорексии и помощи людям, которые ею больны.
В 2008 году Изабель выпустила книгу «Маленькая девочка, которая не хотела толстеть». В ней она написала о том, как она заболела анорексией, будучи подростком и предостерегала от болезни тех, кто решил стать моделью.
Скончалась 17 ноября 2010 года в 28-летнем возрасте, проведя последние две недели жизни в больнице с острым респираторным заболеванием, хотя причина её смерти остаётся неизвестной.
18 января 2011 года было сообщено, что мать Каро покончила с собой в течение предыдущей недели.